# امرسون شیک
امرسون شیک (به پرتغالی: Márcio Passos de Albuquerque) بازیکن فوتبال در پست مهاجم/هافبک اهل برزیل است که در شهر نووا ایگواسو و در تاریخ ۶ سپتامبر ۱۹۷۸ به دنیا آمده‌است.

## باشگاهی
امرسون شیک در تیم‌های فوتبال سائوپائولو ،کونسادول ساپورو، کاوازاکی فرونتال، باشگاه فوتبال اوراوا رد دایموندز، باشگاه ورزشی السد و رن سابقهٔ حضور دارد.

## تیم ملی
این بازیکن همچنین در سال، ۱۹۹۹ برای، تیم ملی فوتبال زیر ۲۰ سال برزیل به میدان رفته‌است